# 동적 링커
컴퓨팅에서 동적 링커(dynamic linker), 동적 연결자(動的連結子)는 라이브러리 내용을 영구적 기억 장치에서 RAM으로 복사하고 점프 테이블을 채우고 포인터의 위치를 재조정함으로써 런타임 중에 실행 파일에 필요한 공유 라이브러리를 로드하고 링크하는 운영 체제의 일부 기능이다.
동적 라이브러리(dynamic library)는 소프트웨어의 일종으로, 말 그대로 동적 링크를 사용한 라이브러리이다. 여러 프로그램이 공통으로 필요로 하는 기능을 프로그램과는 분리하여 필요할 때에만 불러내어 쓸 수 있게 만들어 놓은 라이브러리를 말한다.
예를 들어 「마우스 포인터가 지금 화면 어디에 있는지를 조사」하는 기능은 다양한 프로그램(응용 프로그램)이 공통적으로 사용하려는 기능으로 여겨지므로, 그 부분만을 모듈화하고, 여러 프로그램들이 사용할 수 있도록 하는 것이 낫다. 이러한 경우 이 기능을 동적 라이브러리로서 만들어 놓는 경우가 많다.
마이크로소프트 윈도우에서는 동적 링크 라이브러리라고 해서 확장자(extension)가 DLL인 파일로 제공되고 있으며, 리눅스에선 /lib 디렉터리 밑의 .so 파일 등으로 구현된다.
개인이 자유 소프트웨어 등을 작성할 때에 만들기 쉽게 하기 위해서 작성해 무료로 제공되는 것도 있다. 동적 링크 라이브러리의 일종으로 런타임 라이브러리가 있다.

## 같이 보기
- 링커 (컴퓨팅)
- 목적 파일
- 정적 라이브러리
- 런타임 라이브러리
- C 표준 라이브러리